# Gruimorphae
Gruimorphae es un clado de aves que contiene a los grupos Charadriiformes y Gruiformes y que fue propuesto por estudios de análisis moleculares. Este agrupamiento ha tenido un respaldo históricoThis al ser varias familias de Charadriiformes, como las especies de Pedionomidae y Turnicidae, clasificadas como Gruiformes. Gruimorphae puede tener incluso algún resplado en el registro fósil desde el descubrimiento de Nahmavis del Eoceno temprano de Norteamérica.

Las relaciones entre estos linajes de aves se da también con las características anatómicas y de comportamiento similares. Un estudio morfológico llegó incluso a sugerir que Gruiformes sería parafilético con respecto a los Charadriiformes, con las especies de Rallidae siendo más cercanas al grupo Turnicidae.